# جيمس د. وليامز
جيمس د. وليامز (بالإنجليزية: James D. Williams)‏ هو سياسي أمريكي، ولد في 16 يناير 1808 في الولايات المتحدة، وتوفي في 20 نوفمبر 1880 في نفس البلد. حزبياً، نشط في الحزب الديمقراطي.

## مناصب
- انتخب حاكم إنديانا [الإنجليزية]‏ (8 يناير 1877 – 20 نوفمبر 1880).
- انتخب عضو مجلس ولاية إنديانا.
- انتخب عضو مجلس نواب إنديانا.
- انتخب عضو مجلس النواب الأمريكي.